# Leiocephalus raviceps
Espèce
Leiocephalus raviceps est une espèce de sauriens de la famille des Leiocephalidae.

## Répartition
Cette espèce est endémique de la partie Est de l'île de Cuba, avec des populations séparées dans l'Ouest de cette île, dans les provinces de Pinar del Río (L. r. jaumei) et Matanzas (L. r. klinikowskii).

## Liste des sous-espèces
Selon The Reptile Database (23 mars 2013) :
- Leiocephalus raviceps delavarai Garrido, 1973
- Leiocephalus raviceps jaumei Schwartz & Garrido, 1968
- Leiocephalus raviceps kilinikowski Schwartz, 1960
- Leiocephalus raviceps raviceps Cope, 1863
- Leiocephalus raviceps uzzelli Schwartz, 1960

## Publications originales
- Cope, 1863 : Contributions to Neotropical saurology. Proceedings of the Academy of Natural Sciences of Philadelphia, vol. 14, p. 176-188 (texte intégral).
- Garrido, 1973 : Nuevas subespecies de reptiles para Cuba. Torreia, n.s. vol. 30, p. 1-31
- Schwartz, 1960 : Variation in the Cuban lizard Leiocephalus raviceps Cope. Proceedings of the Biological Society of Washington, vol. 73, p. 67-82 (texte intégral).
- Schwartz & Garrido, 1968 : An undescribed subspecies of Leiocephalus raviceps Cope (Sauria: Iguanidae) from western Cuba. Proceedings of the Biological Society of Washington, vol. 81, p. 23-30 (texte intégral).